# آلاله سفید کابلی
آلاله سفید کابلی (نام علمی: Parnassia cabulica) نام یک گونه از سرده آلاله سفید است.